# ジョン・コールマン
ジョン・コールマン（John Coleman、1935年 - ）はイギリス出身のアメリカ在住の著述家。その著作の多くは陰謀論に分類されている。元々はMI6の情報将校であったが、任務の際に見た機密文書が元でMI6を辞したと自著で主張している。
著書を数多く執筆しているが、その多くは「三百人委員会」等の活動を暴き、イギリス王室やロスチャイルド家等の財閥、エリートを批判する内容である。
現在はアメリカに帰化し、在住している。

## 著書（日本語版）
和訳は全て太田竜による。
- 『陰謀家たちの超権力構造「三百人委員会」』 徳間書店 (1994) ISBN 4198600988
- 『300人委員会 「世界人間牧場計画」の準備はととのった！！』 ベストセラーズ (1999) ISBN 458418397X

以下は雷韻出版より
- 『欺瞞の外交 続・300人委員会』 (2000.3) ISBN 4947737131
- 『ワンワールド 人類家畜化計画』 (2000.6) ISBN 494773714X

以下は成甲書房より
- 『300人委員会 凶事の予兆』  (2000/07) ISBN 4880861065
- 『迫る破局 生き延びる道:「300人委員会」』(2001/12) ISBN 488086126X
- 『300人委員会 バビロンの淫婦』 (2001/04) ISBN 4880861162
- 『真珠湾 日本を騙した悪魔』 (2002/04) ISBN 4880861316
- 『9・11 アメリカは巨大な嘘をついた』(2002/08) ISBN 4880861359
- 『秘密結社全論考 上巻 邪悪な仮面を暴け』 2002年 ISBN 4880861391
- 『秘密結社全論考 下巻 人類家畜化の野望』 2002 ISBN 4880861405
- 『石油の戦争とパレスチナの闇]』 成甲書房 (2003/6) ISBN 4880861480
- 『9・11 陰謀は魔法のように世界を変えた』 (2003/9)ISBN 4880861529
- 『第3次世界大戦 最強アメリカvs不死鳥ロシア』 (2005/5) ISBN 4880861812
- 『タヴィストック洗脳研究所』 (2006/1)ISBN 4880861960
- 『鳥インフルエンザの正体』 (2006/3) ISBN 4880861944
- 『ロスチャイルドの密謀』 (2007/1)ISBN 4880862096
- 『新版300人委員会上支配される世界』 (2008/7/2) ISBN 978-4880862293
- 『新版300人委員会下陰謀中枢の正体』 (2008/7/2) ISBN 978-4880862309

## 著書（英語版）
- THE COMMITTEE OF 300
- BEYOND THE CONSPIRACY Unmasking the Invisible World Government, THE COMMITTEE OF 300
- The Tavistock Institute Of Human Relations:  Shaping the Moral, Spiritual, Cultural, Political, and Economic Decline of The United States of America
- Diplomacy By Deception AN ACCOUNT OF THE TREASONOUS CONDUCT BY THE GOVERNMENTS OF BRITAIN AND THE UNITED STATES
- ONE WORLD ORDER: SOCIALIST DICTATORSHIP
- The Rothschild Dynasty
- What You Should Know About the UNITED STATES CONSTITUTION and the BILL OF RIGHTS
- We Fight For Oil: A History of U.S. Petroleum Wars
- THE CLUB OF ROME
- Illuminati In America 1776-2008
- Nuclear Power: Anathema to the New World Order
- P A L E S T I N E AN ACCOUNT OF 7000 YEARS OF HISTORY
- FREEMASONRY FROM A TO Z
- ABORTION: GENOCIDE IN AMERICA